# Dorota Chylak
Dorota Elżbieta Chylak (ur. 14 listopada 1966 w Warszawie) – polska pływaczka i trenerka. Wielokrotna mistrzyni i rekordzistka Polski. Absolwentka AWF w Warszawie. Trener pływania w klubie BUKS Warszawa.
Przez całą karierę zawodniczka Polonii Warszawa (1976–1989), trenowana przez Andrzeja Rodkiewicza. Była pierwszą Polką, która przepłynęła 100 m stylem klasycznym poniżej 1 minuty i 10 sekund. Bez sukcesów na arenie międzynarodowej. Uczestniczyła w Igrzyskach Olimpijskich w Seulu (1988), gdzie odpadła w eliminacjach w konkurencjach 100 m i 200 m stylem klasycznym. 

## Mistrzostwa Polski
8-krotna mistrzyni Polski na długim basenie: 
- 50 m klas. (1988)
- 100 m klas. (1982, 1983, 1984, 1986, 1988)
- 200 m klas. (1982, 1984)

9-krotna mistrzyni Polski na krótkim basenie: 
- 50 m klas. (1987, 1988)
- 100 m klas. (1984, 1985)
- 200 m klas. (1984, 1985)
- 100 m mot. (1985)
- 200 m zm. (1985)
- 100 m grzb. (1987)

## Rekordy Polski
13-krotna rekordzistka Polski na krótkim basenie (25 m): 
- 100 m grzb. – 1.04,80 (20 grudnia 1986 Warszawa)
- 50 m klas. – 34,4 (20 listopada 1981 Warszawa), 32,66 (14 lutego 1987 Szczecin)
- 100 m klas. – 1.11,27 (18 kwietnia 1984 Gdańsk), 1.10,8 (1 czerwca 1984 Warszawa), 1.10,5 (27 października 1984 Warszawa), 1.10,2 (9 grudnia 1984 Warszawa), 1.09,62 (14 grudnia 1984 Warszawa), 1.09,4 (16 lutego 1985 Salzgitter), 1.08,66 (9 marca 1985 Gdańsk)
- 200 m klas. – 2.29,5 (17 lutego 1985 Lebenstadt)
- 100 m mot. – 1.02,62 (8 marca 1985 Gdańsk)
- 4 x 100 m zm. – 4.20.55 (25 stycznia 1986 Gdańsk)

6-krotna rekordzistka Polski na długim basenie (50 m): 
- 50 m klas. – 33,01 (6 sierpnia 1988 Gdynia)
- 100 m klas. – 1.12,10 (23 sierpnia 1984 Świdnik), 1.11,74 (26 stycznia 1986 Amersfoort), 1.10,91 (5 sierpnia 1988 Gdynia)
- 4 x 100 m zm. – 4.27.47 (15 kwietnia 1984 Wrocław), 4.26.87 (24 sierpnia 1984 Moskwa)

## Rekordy życiowe
Rekordy życiowe:
- 50 m klas. – 32,66 (14 lutego 1987 Szczecin)
- 100 m klas. – 1.08,66 (9 marca 1985 Gdańsk)
- 200 m klas. – 2.29,5 (16 lutego 1985 Salzgitter)
- 100 m mot. – 1.02,62 (8 marca 1985 Gdańsk)
- 200 m mot. – 2.15,74 (23 lutego 1985 Bydgoszcz)

Rekordy życiowe (basen 50 m)
- 50 m klas. – 33,01 (6 sierpnia 1988 Gdynia)
- 100 m klas. – 1.10,91 (5 sierpnia 1988 Gdynia)
- 200 m klas. – 2.34,83 (7 sierpnia 1988 Gdynia)